# Chalupa (comida)

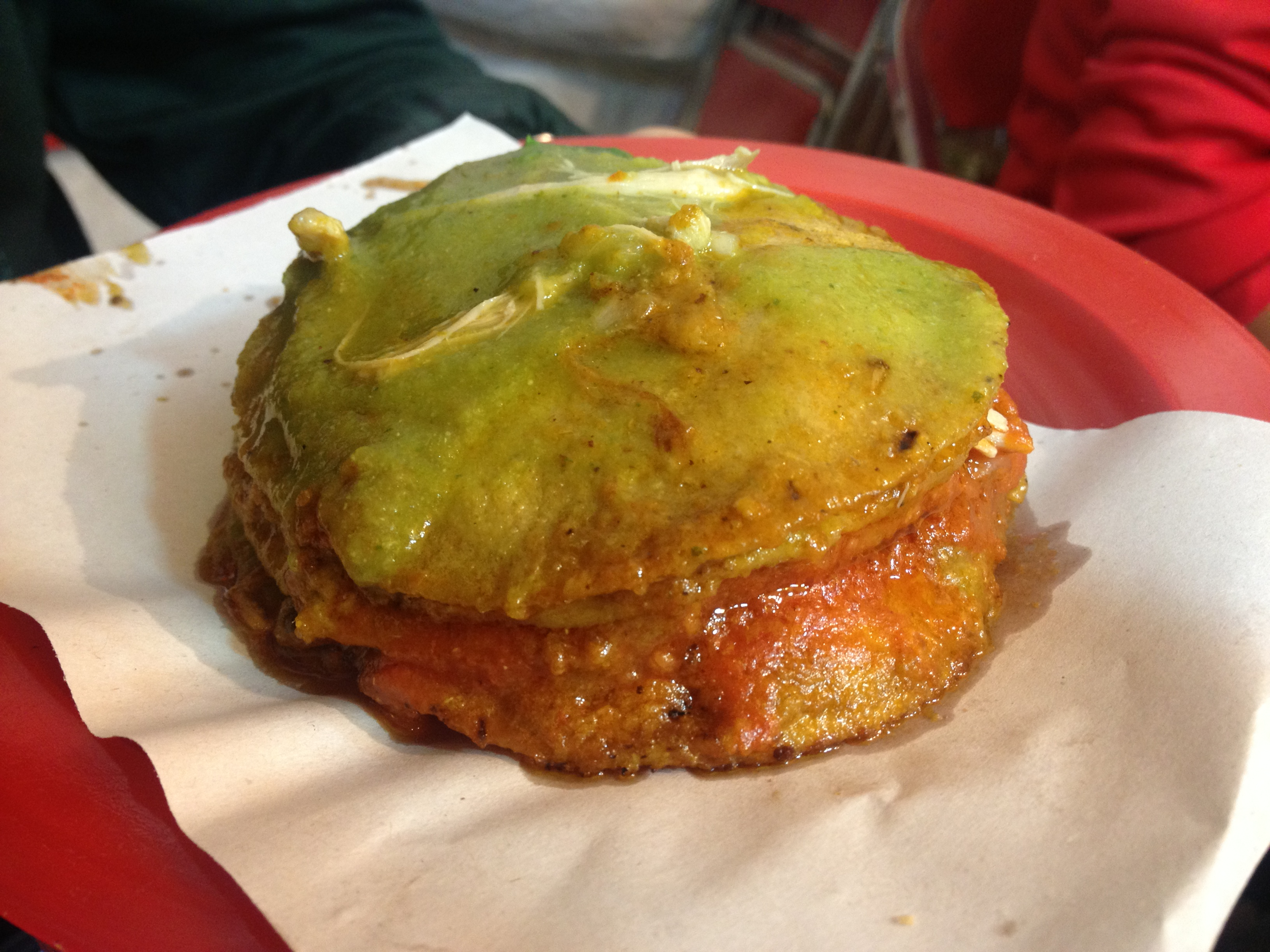
Chalupas, antojito originario del centro y sur de México.

Las chalupas son un tipo de antojito mexicano originario del estado de Puebla, que se consume especialmente los fines de semana por las noches o como comida típica durante la celebración del día de la Independencia Mexicana, el 16 de septiembre.
En México, se pueden encontrar en los puestos de antojitos, chaluperías o cenadurías en los estados como Hidalgo, Puebla, México, Guanajuato, etc. No son un platillo típico de la Ciudad de México. Así mismo, se encuentran en Guerrero, especialmente en Chilapa y Acapulco.

## Preparación

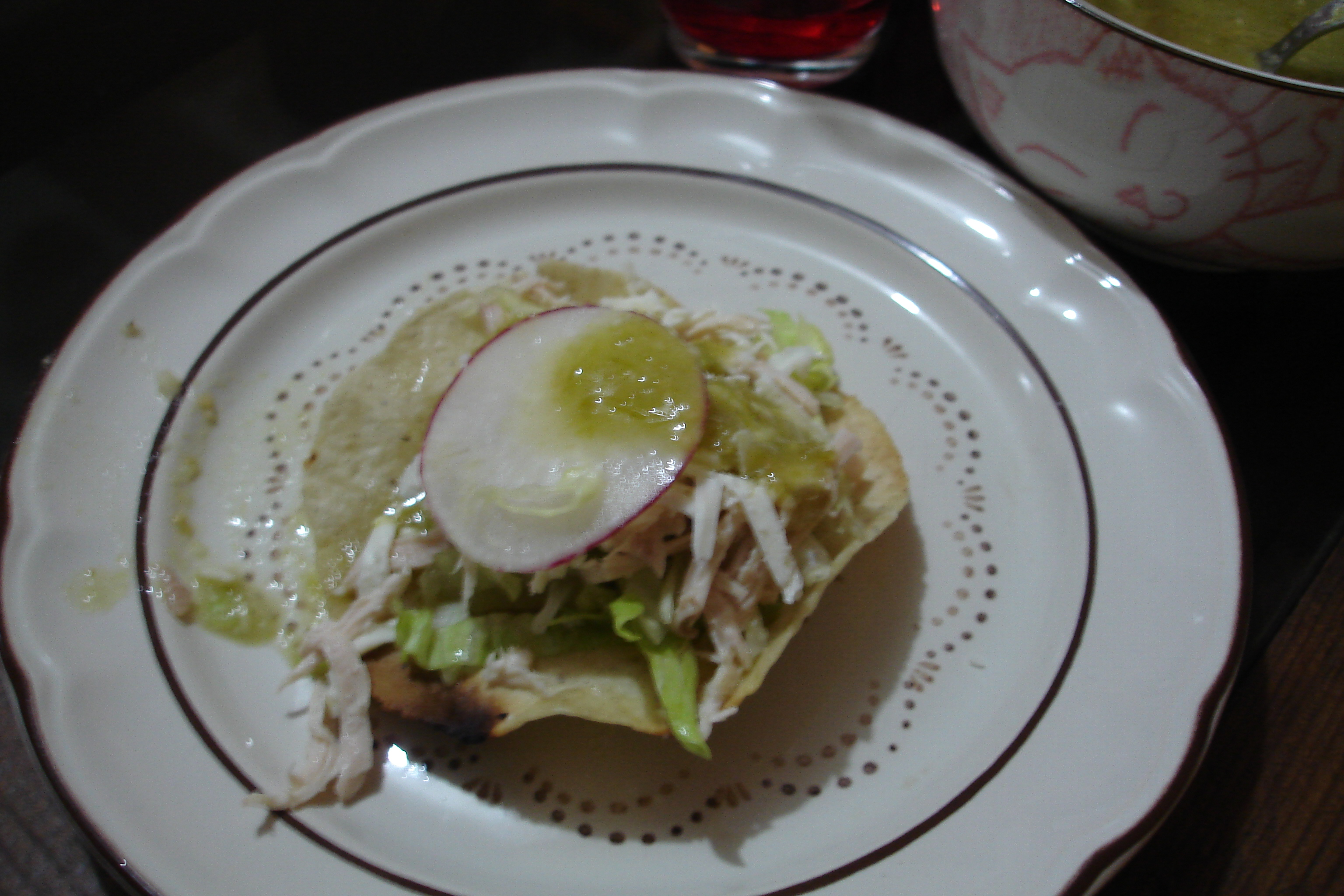
Chalupa típica de Pachuca, Hidalgo.

Existen diferentes tipos de chalupas, la chalupa tradicional poblana se prepara con salsa verde y roja hervida, sobre una tortilla pequeña para la chalupa, es frita en manteca de puerco, con cebolla y carne deshebrada de res encima. 
En algunas regiones de México, las chalupas están preparadas a base de tortilla, papa, pollo, queso fresco, salsa verde o roja, lechuga, cebolla y rábanos. La tortilla se fríe en aceite caliente o manteca de puerco, se le agrega un poco de papa machacada, salsa verde cocida, lechuga picada finamente, pollo deshebrado, queso canasto, y al final una ruedita de rábano. Las chalupas son generalmente pequeñas y son uno de los antojitos mexicanos más populares.
En el Estado de México, las chalupas son una tortilla preparada con salsa (verde o roja), carne (de res, pollo o puerco) y le se pueden agregar lo que uno quiere (crema, queso, cebolla o cilantro).
En el sur del país, las chalupas están preparadas a base de tortilla, salsa (verde o roja), cebolla y carne (de res, pollo o puerco). La tortilla se fríe en manteca caliente; casi siempre se sirven en porciones de cuatro o cinco.
Existen también las chalupitas originarias de Chilapa, Guerrero. Éstas consisten en una "cazuelita" de masa de maíz frita, que llevan dentro carne deshebrada de puerco, aunque en ocasiones también pollo, o papa cocida. Encima se les pone un poco de cebolla en tiras, chile chipotle con su respectivo caldillo, así como un caldillo especial, elaborado a base del caldo de la carne, chile guajillo y tomatillo. La creación de estas chalupas se le atribuye a Inocenta Salazar de Casarrubias, oriunda de dicho lugar, quien por cuestiones económicas ideó su elaboración y posterior preparación. Gracias a este negocio, logró sostenerse económicamente, y su receta ha sido aprendida por sus hijos, sobrinos, nietos, bisnietos y demás descendencia. Ella, además, fue conocida por no guardarse el "secreto" de su receta, sino que es bien sabido que la daba a cualquiera que le preguntase cómo prepararla. Así pues, las chalupas guerrerenses se expandieron por la región, y posteriormente, el país.